# Мечислав Мокшицький
Мечи́слав Мокши́цький (пол. Mieczysław Mokrzycki; нар. 29 березня 1961) — римо-католицький священник, архієпископ-митрополит Львівський (з 2008), з того ж часу - керуючий Українською церковною провінцією Римо-католицької Церкви. Голова Конференції римо-католицьких єпископів України. Випускник Перемишльської духовної семінарії (1983), Люблінського католицького університету (1987) та Папського університету святого Томи Аквінського (1996). Доктор теології (1996). Прийняв таїнство священства 1987 року в Любачеві, Польща, з рук єпископа Мар'яна Яворського. Особистий секретар пап Івана-Павла II та Бенедикта XVI (1996—2007). Працює в Україні з 2002 року в Львівській архідіоцезії. Канонік капітулу Львівської катедри (2002), почесний прелат (2003). Поставлений єпископом в Україні з 2007 року з благословення Бенедикта XVI. Львівський архієпископ-коад'ютор (2007—2008). З 2008 року очолює Римо-Католицьку Церкву в Україні. Громадянин Польщі. Нагороджений Орденом Відродження Польщі III та IV класу. 
Відомий різкими заявами з історії українсько-польських відносин (Волинської трагедії); майновими претензіями до української влади та греко-католицької громади.

## Життєпис
Народився 29 березня 1961 року в селі Майдані Лукавецькому, Підкарпатське воєводство, Польща, що належало до апостольської адміністратури Львівської архидієцезії з центром у Любачеві.

### Освіта
У 1976-1981 роках навчався у аграрному технікумі міста Олешич. У 1981-1983 роках навчався у Вищій духовній семінарії у Перемишлі. 1987 року закінчив богословський факультет Люблінського католицького університету.
У 1991—1996 роках навчався у Папському університеті св. Томи Аквінського Angelicum, де у 1996 році отримав статус доктора богослов'я.

### Церковна кар'єра
На диякона був висвячений 1986 року в Любачеві, рукоположений на священника 17 вересня 1987 року. 8 травня 1997 року призначений почесним капеланом Його Святості.
З 3 травня 2002 року — канонік капітулу Львівської катедри. До свого призначення архієпископом-коад'ютором працював особистим секретарем Папи.
28 травня 2003 року — прелат Його Святості.
16 липня 2007 року Папа Римський Бенедикт XVI призначив Мечислава Мокшицького архієпископом-коад'ютором Львівської архидієцезії РКЦ.
Посвячений на єпископа 29 вересня 2007 року Папою Бенедиктом XVI у співслужінні з кардиналами Тарчізіо Бертоне S.D.B, державним секретарем Святого Престолу та Мар'яном Яворським, архієпископом-митрополитом Львівським.
21 жовтня 2008 року став на чолі Львівської архидієцезії у зв'язку з відставкою попереднього митрополита кардинала Мар'яна Яворського.
22 листопада 2008 року в римо-католицькому кафедральному соборі Успіння Пресвятої Богородиці у Львові відбувся урочистий інґрес (введення на престол) нового митрополита Львівського Мечислава Мокшицького.
6 жовтня 2009 року каплицю Матері Божої Неустанної Допомоги указом Кабміну передали львівській римо-католицькій спільноті. До цього там був конференц-зал науково-дослідного інституту «Система». Каплиця розміщена на вул. Винниченка, 32, у центрі міста.
15 липня 2015 року освячено новий храм — каплицю в Митрополичій Курії Львова.

## Нагороди
- 2007: Орден Відродження Польщі IV класу (офіцер; «за видатні заслуги для Польської Церкви, за діяльність на благо Польщі в Україні» (2007)[1].
- 2010: Орден Відродження Польщі III класу (командор; «за видатні заслуги для Польщі у світі, за просування Польщі та діяльність а благо розвитку польських традицій і культури»)[2].

## Критика

### Ставлення до УПЦ МП
У 2022 році в інтерв'ю італійському виданні «Avvenire.it» визнав УПЦ МП російською церквою, але назвав її «Церквою народу» зазначаючи, що українські вірні не винні в тому, що вчинив кремль. На думку Мокшицького, «тикання пальцем на мову чи Церкву може стати джерелом ще більшого болю для людей і підживленням непотрібних Україні розколів».
| Від початку конфлікту були зафіксовані деякі переходи вірян до автокефальної Православної Церкви. Але російська Церква залишається «Церквою народу», якщо можемо так її назвати. |

### Мовне питання
23 листопада 2009 року архієпископ Мокшицький, який є поляком, висловився за вживання польської мови в церковному житті львівських римо-католиків польського походження:
«Діти, внуки поляків, які проживають у Львові, забувають або ж зовсім не знають польської мови. Тому, для кращого сприйняття катехизації та літургії, повинна використовуватись їх рідна мова».

У 2022 році в інтерв'ю італійському виданні «Avvenire.it», на питання журналіста, що «російська мова присутня в ДНК принаймні половини українського народу» він відповів, що:
«Досить подивитися на більшість біженців, які прибувають сюди до Львова: вони говорять російською, але від цього вони не є менше українцями. Саме тому заборона російської мови, як це було вирішено на національному рівні, може бути небезпечною. Це означає маргіналізацію частини країни.»
Пізніше, у інтерв'ю католицькому часопису CREDO перепросив і пояснив свою позицію: 
Я маю визнати, що це була моя помилка і хочу за це перепросити. Запитання журналіста я зрозумів дуже спрощено, як узагальнення того, що багато українських вимушених переселенців розмовляють російською, адже приїхали зі Сходу України, де велика частина мешканців російськомовні. Мені варто було перепитати пана Джакомо Ґамбассі, що саме він має на увазі. 
У тому ж інтерв'ю архієпископ чітко виступає за те, що єдиною державною мовою в Україні має бути українська:
Я переконаний, що дискусії на тему двох державних мов недоречні. В Україні державною мовою повинна бути українська. Це очевидно і не підлягає обговоренню. І коли я подавав як приклад Швейцарію, то мав на увазі радше мовну толерантність в межах однієї країни, а не те, що російська мала би бути другою державною мовою. У жодному випадку. А от на побутовому рівні громадяни можуть спілкуватися тією мовою, яку знають з дитинства і якою бажають спілкуватися.  Це право закріплене в кожній демократичній країні. Так, сьогодні російська мова – це мова агресора і окупанта, її багатьом боляче чути, подібно як після II Світової війни полякам було боляче чути німецьку мову, але ж ніхто її не забороняв, навіть держава Ізраїль. Думаю, що краще докладати зусиль до того, аби популяризувати українську мову, культуру, створювати відповідні умови для її вивчення, аніж забороняти російську.

### Конфлікти з греко-католиками
27 вересня 2011 року в інтерв'ю телебаченню та радіо «Polonia» заявив наступне: 
«Римо-католикам на Україні не була передана жодна церква в доброму стані, не кажучи вже про прицерковні будівлі і приміщення, тому що це, швидше, неможливо… 23 костели наше місто (Львів) передало греко-католицькій церкві, а греко-католицька церква не питала у нас дозволу, чи потрібні нам костели, чи ні. Просто загарбала наші костели, й досі це питання є невирішеним».
 Закид Мокшицького стосовно того, що Греко-католицька церква загарбала костели, викликав вкрай негативну реакцію як греко-католицької, так і в окремих випадках римо-католицької громадськості. Проте Мокшицький не вибачився, не дезавуював свою радикальну заяву.
9 червня 2015 року Мокшицький виголосив чергову неоднозначну заяву на зустрічі з главою УГКЦ Святославом Шевчуком, проведеній у Варшаві у секретаріаті польського Єпископату, у якій взяли також участь заступник Голови католицького Єпископату Польщі архієпископ Марек Єнджеєвскі і греко-католицький архієпископ Іван Мартиняк із Польщі. Зокрема, Мокшицький зазначив: "Наслідком чергового акту про примирення (2005 року), що його тодішній Глава УГКЦ кардинал Гузар підписав разом із тодішнім Примасом Польщі кардиналом Ґлємпом, стало те, що коли наші монахині, сестри-кармелітки звернулися до кардинала Гузара з проханням повернути їм монастирське приміщення у Львові, то він їм відмовив. Ще гірше, кардинал Гузар поставив їм умову перейти на східний обряд. Якщо не хочуть, то прохання не буде вирішене. Ще один «плід» примирення: кардинал Гузар пообіцяв кардиналу Яворському (це також зазначено на письмі), що коли влада передасть УГКЦ у користування храм св. Казимира у Львові, тоді він передасть РКЦ семінарський храм Матері Божої Громничної (Стрітення Господнього), що поряд із Митрополичою курією РКЦ. І, звісно, також не дотримав слова. 2007 року храм св. Казимира передали греко-католикам, а тим часом святиню Божої Громничної досі не повернено римо-католикам. Також досі не вирішено справи з поверненням храму Різдва Пресвятої Діви Марії в смт. Комарно Городоцького району Львівської області, де римо-католики змушені збиратися на молитви на цвинтарі. Причина цього передусім у відсутності доброї волі. На жаль, доведеться це вважати дискримінацією Церкви римського обряду Українською Греко-Католицькою Церквою. Навіть нема спроб попросити вибачення за захоплені греко-католиками латинські храми. Адже мова не тільки про згадані два храми, а й про решту захоплених святинь.
Архієпископ Львівський УГКЦ Ігор Возьняк і Верховний архієпископ Святослав Шевчук, не погоджуючись з такими закидами, у свою чергу, пояснюють, що, згідно з українським законодавством, храми є власністю релігійних спільнот, а не Курії чи єпископа. Мовляв, хай спільнота звертається до місцевої влади, аби отримати храм, а тоді вже просить єпископа прислати священника.
Архієпископ Мокшицький, у свою чергу, також пояснив, що РКЦ не просить про передачу їй храмів, а лише домагається повернення своїх святинь. Далі він навів приклад, коли в Польщі РКЦ передала греко-католикам під катедри костел Серця Ісуса в Перемишлі та костел св. Вінцента у Вроцлаві. «Нема виправдання, що колись на теренах Львівської архидієцезії була Польща, а тепер Україна. Церква має свої закони. Ця римо-католицька дієцезія ніколи не зникала. Вона існувала навіть за часів комуністичної влади, адже Святіший Отець Йоан Павло II лише відновив церковні структури. Тут служили священники, був єпископ Ян Ценський. Подібним чином домініканці, францисканці чи УГКЦ мають свою власність також у Польщі, Аргентині, Франції, Італії, інших державах, і ніхто в них там цього не забирає, не захоплює. Львівська дієцезія може мати реколекційний Дім у Києві, й ніхто нам не забере, якщо це наша власність. Греко-католики не мали права забирати наші храми. То не влада їм дала наші святині, а вони використали владу для себе — пояснюючи, що вони не хотіли, щоби ці храми взяли православні чи протестанти, або щоб храми руйнувалися. Якщо таким чином прагнули врятувати латинські святині, то чому не запитали нас, чи ці храми потрібні римо-католикам? Якщо ні, то дозвольте нам ними користуватися. Тоді все було би в порядку».
Архієпископ черговий раз зазначив[коли?]: «Нині Латинська Церква в Україні не є польською, однак ми є спадкоємцями спадщини Церкви у Польщі. Разом з тим Церква в Польщі не може залагоджувати наші справи без нас. Маємо ряд підписаних декларацій про примирення, але знищились, на жаль, не бачимо їхніх вагомих плодів».[джерело?]
28 вересня 2020 року заявив, що УГКЦ перешкоджає РКЦ називаючи її польською Церквою. «Націоналізм, такий, що панує в Україні, а особливо — в Греко-католицькій церкві, ускладнює нам деяку свободу, позаяк завжди говориться, що це — польська Церква, отже, треба її тут обмежувати, перешкоджати їй. Але, я думаю, такий націоналізм, оце упередження до Римо-католицької церкви, поволі зникатиме завдяки приїзду багатьох українців до Польщі або їх навчанню у різних університетах; цей менталітет поволі буде змінюватися»
У 2021 році пояснив свою позицію.

### Волинська трагедія
6 березня 2013 року відмовився підписати спільну заяву католицьких єпископів греко- та римо-католицького обрядів України з нагоди 70-річчя Волинської трагедії, поклавши провину за трагедію тільки на українців. Зазначив, що формула «вибачаємо і просимо пробачити», запропонована українськими греко-католиками, є неприйнятною. Українська сторона мусить «вибачатися і прохати вибачення» у поляків, а не вибачати .
В даному випадку Мокшицький перейняв точку зору польських нацiонал-шовiнiстiв. Мокшицький, виступаючи 6 березня 2013 р. у Варшавi на нарадi польських римо-католицьких єпископів, заявив наступне: «Греко-католицька сторона запропонувала два проекти пастирського листа, в яких було опущено основу справи. Була мовлено про „братовбивчу війну“, — передбачаючи відповідальнiсть обох сторiн. Було заявлено, що „Волинська трагедія“ виникла начебто в результаті якихось „взаємних образ мiж українцями і поляками“, що й стали передумовою. У греко-католицькому проектi йшлося про „позбавлення прав українців на самовизначення на своїй власній землі“, а також „етнічну чистку, як насильницьку депортацію польського населення Волині“. Було відзначено, що справа дуже складна і що у істориків ще залишилося багато роботи, щоб прояснити це. Приводом для написання документу стало 70-річчя масового вбивства цивільних осіб на Волині, апогей якого припав на 1943 р. Символом цього геноциду був „Кривава неділя“, 11 липня, коли українські націоналісти атакували майже 100 сiл, де жило католицьке населення, в основному поляки».
На думку Мокшицького, автори цих проектів намагалися продовжити досить популярну в середовищі націоналістів в Україні лінію, спрямовану на релятивiзацiю злочину.
Як заявив Мокшицький: «Важко, наприклад, говорити про виселення польського населення з Волині, оскільки, згідно узгодженої думки істориків обох країн, лише на Волині тоді загинули понад 60 тис. осіб, представники цивільного населення. Як у такій ситуації можна говорити про виселення?»
На думку Мокшицького, апелювання у проектах листiв до християнської оцінки подій — це радше чиста риторика, так як немає жодної згадки про причину трагедії — ідеологію українського націоналізму, нацiлену на етнiчно однорiдну державу, без іноземних «чужинців», до яких зараховувано було цивільних осіб польської, єврейської, вірменської нацiональностей, та інших. «Ця ідеологія була заснована на етиці неоязичництва, яка заперечувала ідеї християнства», — сказав митрополит.
За словами Мокшицького, небезпечно вдаватися авторами листа в різні евфемізми і уникати правильних і адекватних понять: геноцид, екстермiнацiя, етнічні чистки. «Відомо, що масове вбивство польського мирного населення (а також єврейського, вірменського і українського) — це не боротьба регулярної армії — а методично спланована акція з ліквідації польської громади з території Волині та Східної Малопольщі з допомогою найбільш витончених і безжальних методів» — підкреслив Мокшицький.
«Тому треба назвати речі власними іменами: вбивства — вбивствами, тортури — тортурами, ґвалтування — ґвалтуваннями», — підкреслив архієпископ. — «На жаль, в цих проектах листа не було вказівки на фактичних винуватців злочину — українських націоналістів. Не можна ж писати про анонімнi сили, що бажали знищення польського населення, й тим самим ухилятися в сторону неправильно зрозумілої мiжнаціональної солідарності, вiдмовляючись вiд чесності та справедливості, як моральної, так й історичної», — підкреслив митрополит Львівський.
Церква латинського обряду визнає абсурдною зроблену через Церкву греко-католицьку спробу поставити знак рівності між знищенням польського суспільства і нібито виною польських державних структур за заборону українцям покликання до життя власної держави. «Не можна геноцид виправдовувати чим завгодно, а особливо відплатою за відсутність реалізації національних амбіцій українського суспільства», — заявив митрополит Львівський. Він нагадав, що співпрацюючі з гітлерівцями українці масово вбивали також Євреїв, хоча ті не перешкоджали реалізації українських державотворчих планів. На його думку, нонсенсом здається пропонована Церквою греко-католицькою формула «прощаємо і просимо прощення». «Чи хоч якась із сторін — підписантів листа має моральне право на таку декларацію? Тут повинно знайтися чітке формулювання: ми приносимо свої вибачення і просимо прощення», — вважає голова Конференції Єпископату України. Мокшицький додав: «Висловлюю жаль одночасно, що звернення про введення молитовного спогаду у всіх католицьких храмах жертв геноциду у другу неділю липня і приведення в порядок поховання останків жертв не знайшло підтримки з боку греко-католицької церкви».
«В цій ситуації виникає питання — чи є у нас відповідний клімат для підготовки спільного листа? Існує загальна площину, щоб ми говорили одним голосом в такій важливій справі? Я боюся, що результатом спільного листа може стати така поширена „політкоректнiсть“, яка не приносять прояснення причин великого зла, які викликали смерть більш 120 тис. цивільних осіб, і сам документ буде компрометувати, таким чином, Церкву, свідчачи про релятивизацiю моральної відповідальності за події, у випадку подій, які мають поки що вельми однозначна і очевидний сенс», — сказав архієпископ Мокшицький. Він зазначив, що перераховані ним зауваження, щодо тексту заяви, було представлено владикам УГКЦ, якi визнали їх неприйнятними. У зв'язку з цим, представники УГКЦ зважилися на одностороннє видання свого листа.
У заяві для KAI, Архієпископ зазначив, що спланованi на другу неділю липня 2013 р. в катедрі Луцька «церемонії в пам'ять 70-річчя Волинського геноциду мають метою, насамперед, очищення совістi. Тому що ніщо не може виправдати вбивство беззахисних цивільних осіб. Це поминання жертв, загиблих у більше двох тисячах місцевостей, де ще досі немає ніяких пам'ятних знакiв на похованнях убитих цивільних осіб. Більш того, у багатьох місцях кістки загиблих не поховані, піддаються оскверненню. Тому треба провести гідне поховання цих людей. У сімдесят років з часу цього злочину, в умовах, коли Україна користується в даний час незалежним державним буттям, необхідна також молитва як за жертви, так й за винуватців цього вбивства, а також за мир на цих землях, і на території всієї України,– наголошує митрополит Львівський. — Ми хочемо, щоб це зло, яке мало місце в минулому, ніколи більше не повторилося». .
Виступаючи 14 липня 2013 р. на траурних заходах перед громадою Луцького кафедрального костелу, Мокшицький у черговий раз розкритикував уряд України за неналежне вшанування «жертв Волинського геноциду», «різанини» 1943 р., а також виступив проти замовчування злочинностi УПА. Зокрема, заявив: «У грудні 1943 року був убитий о. Людвік Влодарчик, облат. Незважаючи на попередження, не зник, не втік, не залишив приходу в Окопах, в Луцькій єпархії, де він був настоятелем. Допомагав адже всім полякам, і українцям, і євреям. Нічого поганого не зробив, не було нічого, щоб приховати, а він не хотів залишити Святих Дарів у його церкві. Він був узятий з молитви, а потім жорстоко катований. У місці, де був замордований, в палаті, на стіні хатини в с. Карпилiвка, була помітна пляма крові, яку ніяк не можуть ні змити, ні зафарбувати. Фотографію цього місця передано для попереднього процесу беатифікації, який почався за ініціативою єпископів Римо-католицької Церкви на Україні. Подібних плям на Україні і в Польщі багато. Вони є символами слідів різанини, якої не можна забути. Вони означають спогади багатьох, хто, як діти, були свідками ненависті, що веде до злочину. Не можна таких плям накрити мовчанням або зафарбувати брехнею. Вони все ще є занадто болючими, постійно свіжими, присутні в багатьох родинах жертв польських і українських, єврейських та вірменських. Бо хіба можна забути? (…)
Помста все ще керує мисленням і поведінкою людини. І тому інших оцінюємо в категоріях „друг — ворог“, на життя ближніх, ми дивимося через призму вини та невинності, покарання і нагороди. Ми практикуємо тільки ці дві крайні позиції. А в цьому „чорно–білому“ світі немає місця на великодушність, товариство, почуття солідарності з іншими, толерантність. Прощення християнське дає шанс почати все заново, тому що нікого не заперечує, помсти не знає, навчає поваги до інших, людяному сприйняттю ближнього, незважаючи на його негативи та помилки. Прощення є суть християнства, бо це сенс порятунку грішної людини від милосердного Бога. Але всяке зло вимагає спокутування, виправлення того, що можна виправити, винагородження зла. А хіба таким чином, формою спокутування шкоди не повинно бути поминання жертв різанини в 1943 році? Тому що вони, як і раніше, чекають на достойне поховання та вшанування, на встановлення хрестів у місцях мук, на знайдення слідів їх життя, збереження прізвищ та імен. Вони мають право на певну нашу пам'яті про них, так само як вони мають право й на нашу молитву» (Цитується за журналом "Волання з Волині", Острог, №4(113) за липень-серпень 2013 року). . .
.

### Війна на Донбасі
17 травня 2017 року в інтерв'ю польському журналі «Niedziela» Мокшицький заявив, що на українцях «висить гріх геноциду», тому через нерозкаяність вони переживають «тяжкий період»
|  | Протягом кількох років український народ переживає тяжкий період. Війна відбувається на сході, але її наслідки відчуваються всюди. Усе суспільство страждає від війни не лише матеріально чи економічно, але й духовно... Багато людей повертаються фізично і психічно покаліченими. Зруйновано безліч церков, будинків і квартир. На мій погляд, Україні потрібні деякі рефлексії та відповідь на питання, чому це відбувається. Господь Бог - це не Бог, який карає свій народ, своїх дітей, але він дає нам знати, нагадує про своє право милості до іншої людини. Я думаю, що особливо ця відповідь повинна з'явитися зараз, в рік ювілею Богоматері в Фатімі, яка говорила, що комунізм - це покарання за гріхи, за те, що люд відвернувся від Бога, але в той же час закликала до покаяння, покаяння і вибачення перед Господом Богом. На українському народі все ще лежить гріх людиновбивства, в якому йому важко зізнатися досі і від якого важко очиститися, хоча було кілька спроб таких постав, між іншим з нагоди 70-ої річниці подій на Волині. Прикладом цього був спільний комунікат конференції римо-католицького єпископату Польщі, випущений за участю Синоду Греко-Католицької Церкви, та єпископальної конференції латинського обряду України. Однак не був він (комунікат) оголошений на Україні. Я переконаний, що доки цей народ не визнає своєї провини, не прийме правду і не очиститься від цього гріха, він не зможе розраховувати на благословення. Однак я сподіваюся, що фатімський рік приведе до усвідомлення, що відсутність миру в Україні вимагає вчинення жесту, на який ми чекаємо з любові і з любов'ю. Потрібно перепросити та вибачитися за цей великий гріх людиновбивства (дослівний переклад з польскої мови) . Оригінальний текст (пол.) Od kilku lat naród ukraiński przeżywa trudny okres. Wojna toczy się na wschodzie, ale jej skutki są odczuwane wszędzie. Cała społeczność jest dotknięta wojną nie tylko materialnie czy ekonomicznie, ale też w wymiarze duchowym... Na narodzie ukraińskim nadal ciąży grzech ludobójstwa, do którego trudno mu się do tej pory przyznać i z którego trudno się oczyścić, choć było kilka prób takich postaw, m.in. z okazji 70. rocznicy wydarzeń na Wołyniu... Wyrażam przekonanie, że dopóki ten naród nie wyzna swej winy, nie stanie w prawdzie i nie oczyści się z tego grzechu, nie będzie mógł cieszyć się błogosławieństwem. Mam jednak nadieję, że rok fatimski przyczyni się do uświadomienia, iż brak pokoju na Ukrainie domaga się tego gestu, na który czekamy z miłości i z miłością. Potrzeba przeproszenia i prebaczenia za ten wielki grzech ludobójstwa. |

29 травня 2017 року «Українська правда» поширила інформацію з цього інтерв'ю, заявивши, що Мокшицький вважає війну на Донбасі — карою Божою за «геноцид поляків». Секретаріат Мокшицького спростував таке тлумачення, відповівши, що архієпископ не вважає війну на Донбасі Божою карою.